# هیزل پلاتو
هیزل پلاتو (به لاتین: Heysel Plateau) یک محله در بلژیک است که در شهر بروکسل واقع شده‌است.